# Refiloe Jane
Refiloe Jane (* 4. August 1992 in Kliptown) ist eine südafrikanische Fußballspielerin. Die Mittelfeldspielerin ist für den AC Mailand und die südafrikanische Nationalmannschaft aktiv. Mit der Nationalmannschaft nahm sie an den Olympischen Spielen 2012 und den Olympischen Spielen 2016 teil und schied jeweils in der Vorrunde aus.